# تاریخ و تمدن بین‌النهرین
تاریخ و تمدن بین‌النهرین کتابی از یوسف مجیدزاده است که در سال ۱۳۸۰–۱۳۷۶ منتشر و در مراسم کتاب سال جمهوری اسلامی ایران به‌عنوان کتاب برگزیده معرفی شد.